# Antanambao Manampontsy
Antanambao Manampontsy est une ville et une commune urbaine (Kaominina) située dans la région d'Atsinanana (province de Tamatave), dans l'est de Madagascar. C'est également le chef-lieu du district du même nom.Antanambao Manampontsy est riche en forêt, mais plupart des gens le brûle pour faire des [(TAVY)]

## Géographie
Le climat dominant de Antanambao Manampotsy est connu pour être de type tropical. Des précipitations importantes sont enregistrées toute l'année à Antanambao Manampotsy, y compris lors des mois les plus secs.La température moyenne annuelle est de 23,2 °C à Antanambao Manampotsy. Sur l'année, la précipitation moyenne est de 2 569 mm.

## Histoire
Au début, le village a été appelé Antanambaon-dRahaga car il a été créé par un certain Rahaga. Ce Rahaga a fait bâtir son village dans cet endroit. Plus tard, les colons n’apprécient pas que le village soit appelé par ce nom et avaient changé le nom comme on l’appelle actuellement, « Antanambao Manampontsy ». On a choisi ce nom car ce village est très riche en Fontsy (Ravinala)

## Administration
La commune est le chef-lieu du district homonyme.